# Silent Space
Silent Space (рус. тихий космос) — компьютерная игра, разработка которой была остановлена. Игра «Silent Space» разрабатывалась немецкой компанией Crytek и была анонсирована 8 февраля 2001 года. Игра должна была быть смесью из космического симулятора и стратегии реального времени с научно-фантастическим сюжетом. Вместе с анонсом было представлено несколько скриншотов игры. Игра разрабатывалась для персональных компьютеров и игровых консолей Xbox и PlayStation 2.
Игра разрабатывалась параллельно с шутерами Engalus и X-Isle, однако разработка неоправданно долго затянулась, издателя найти не удавалось, и Crytek отменила Silent Space вместе с Engalus и перенаправила все ресурсы на шутер от первого лица «X-Isle», который подвёргся редизайну и вышел в 2004 году под названием Far Cry. Точная дата отмены разработки игры общественности не известна.

## Геймплей и особенности
Предполагалось, что «Silent Space» должен был стать научно-фантастическим космическим симулятором с элементами стратегии в реальном времени и аркады. Детали игры так и не стали известны общественности, однако согласно словам разработчиков, игра должна была сохранить классический стиль и физику жанра космосимуляторов. Предполагалось задействовать «продвинутый» игровой искусственный интеллект, который использовал бы определённые тактики боя и имел бы способность адаптации к поведению игрока и другим обстоятельствам. О сюжете ничего не известно, однако разработчики обещали сделать игровые миссии «очень красочными».

Фарук Ерли (англ. Faruk Yerli), сооснователь и генеральный директор Crytek, так выразился об игре: 
В настоящее время мы ведём переговоры с некоторыми издателями. Вы знаете, что игра будет фантастической, но вы несомненно знаете, что без финансирования она не может быть закончена. Мы верим, что Silent Space сможет раздвинуть и расширить жанр космических игр, и скоро мы анонсируем будущее всех наших проектов.

## Игровой движок CrySpace
Специально для «Silent Space» Crytek разрабатывала игровой движок «CrySpace». Согласно спецификациям, графический движок поддерживал DirectX 5/6/7, технологию Transform and Lighting (T&L), динамическое освещение, bump-mapping, мультитекстурирование, level of detail, продвинутую систему частиц, пост-эффекты «lens-flares» и «light-flares». Физический движок поддерживал точное обнаружение столкновений для больших тел со сложной геометрией. «CrySpace», как и сама игра, разрабатывался для платформ PC, PlayStation 2 и Xbox. Разработка движка была остановлена вместе с разработкой игры.